# Nußloch

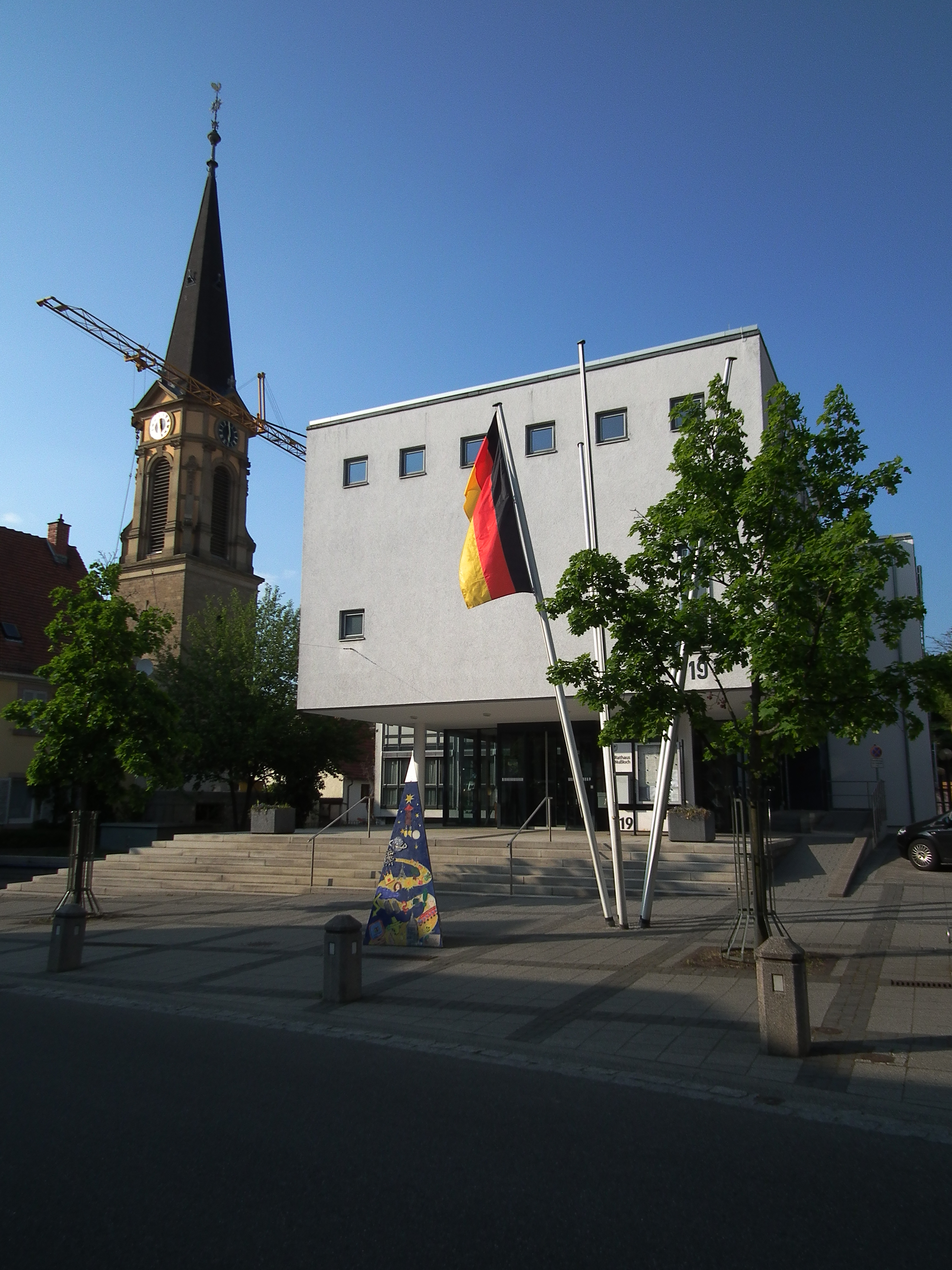
Ayuntamiento con la Iglesia evangélica

Nußloch es un municipio en el Rhein-Neckar-Kreis en Baden-Württemberg. Nußloch se encuentra a unos diez kilómetros al sur de Heidelberg.

## Geografía

### Ubicación
El Municipio pertenece a la región Metropolitana del Rin-Neckar, y se extiende entre los 105 y los de 317 Metros de Altitud. Participa en cuatro diferentes espacios naturales y ofrece un paisaje variado. En el norte se encuentra las estribaciones del Odenwald, en el sureste del norte el Kraichgau. En el oeste está situado el Leimbach, un río pequeño. 
Se puede encontrar Muschelkalk y Buntsandstein de buena calidad también.
Maisbach, un barrio pequeño, pertenece a Nußloch y está situado al noroeste del municipio de Nußloch. 
El paisaje ha cambiado mucho a consecuencia del trabajo de HeidelbergCement que en el año 1899 ha construido una cantera aquí.

### Los municipios colindantes
Los Municipios colindantes son, en Sentido horario, comenzado en el norte: Leimen, Wiesloch, Walldorf y Sandhausen.

### Otras partes del municipio
Al municipio Nußloch pertenecen además los localidades Erzwäsche, Fischweiher, Mühle, Steinbruch des Zementwerks und Steinzeug- y Tonwerk.

## Historia
Nußloch fue mencionada por la primera vez en el año 766.

### Desarrollo del número de habitantes
| Año        | 1577 | 1777  | En 1834 | 1875  | En 1905 | En 1939 | En 1961 | En 1965 | En 1970 | 1987  | 1991  | 1995   | 2005   | 2015   |
| ---------- | ---- | ----- | ------- | ----- | ------- | ------- | ------- | ------- | ------- | ----- | ----- | ------ | ------ | ------ |
| Habitantes | 930  | 1.023 | 2.055   | 2.872 | 3.375   | 4.052   | 6.207   | 7.063   | 7.893   | 8.987 | 9.814 | 10.231 | 10.793 | 10.910 |

## Política

### Las asociaciones
El Municipio de Nußloch mantiene Relaciones en Andernos-les-Bains, en Francia, desde 1977, Nagyatád en Hungría desde el año 2000 y Segorbe en España desde 2001.

## Cultura y lugares de interés

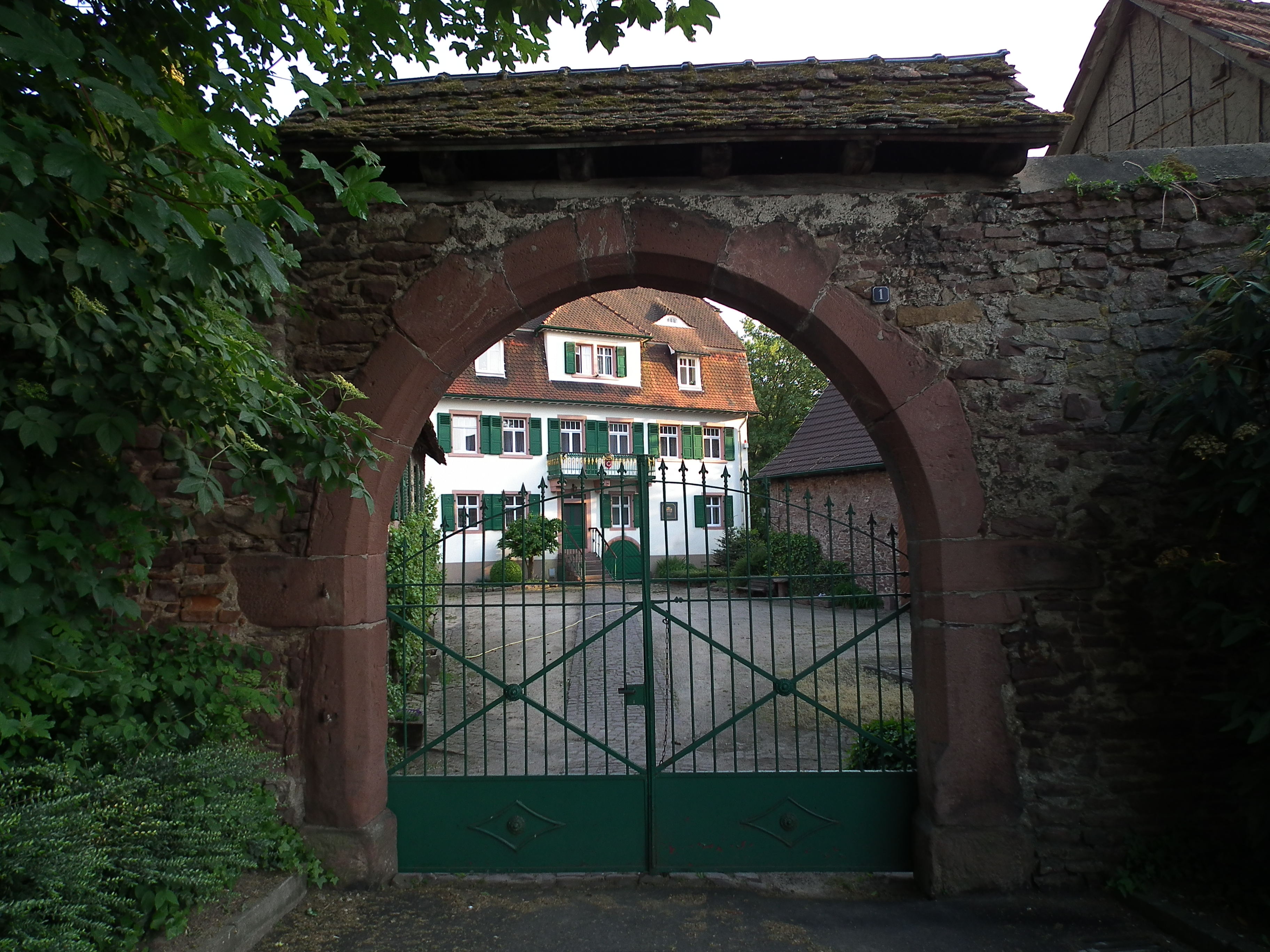
Propiedad de la Familia de Bettendorff
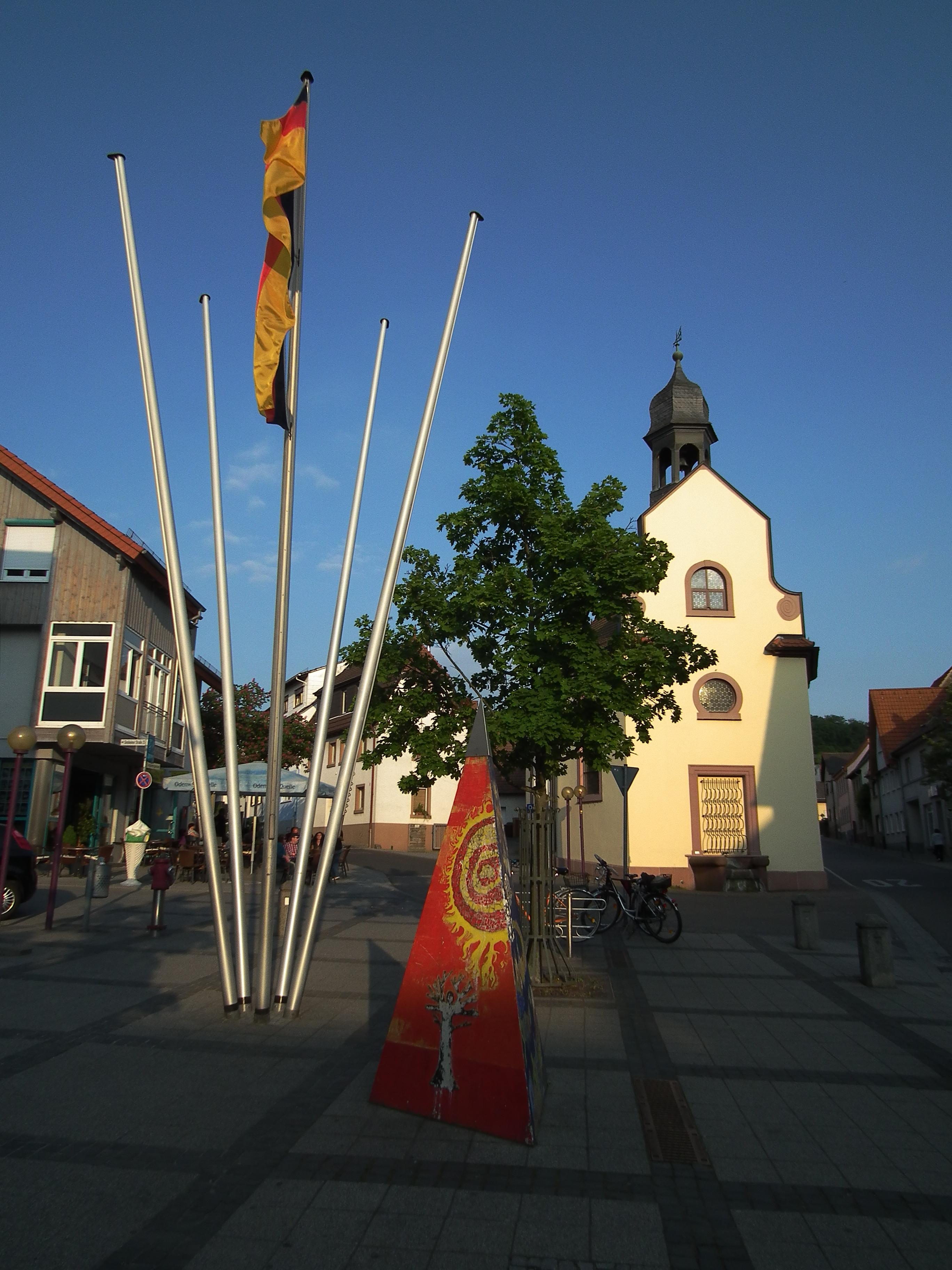
Plaza del ayuntamiento con iglesia luterana antigua.
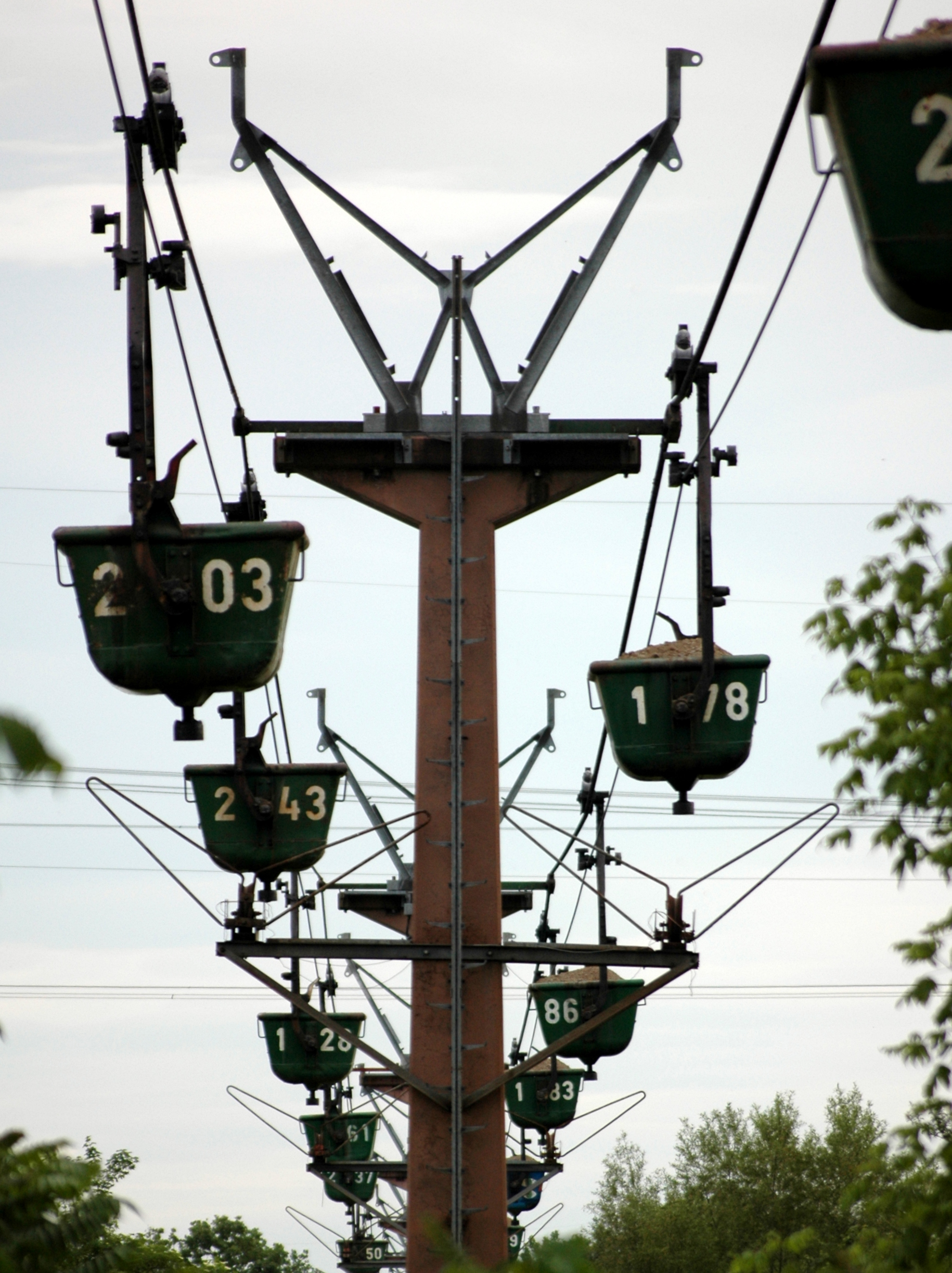
Materialseilbahn en Nußloch (Un medio de transporte de la cantera)
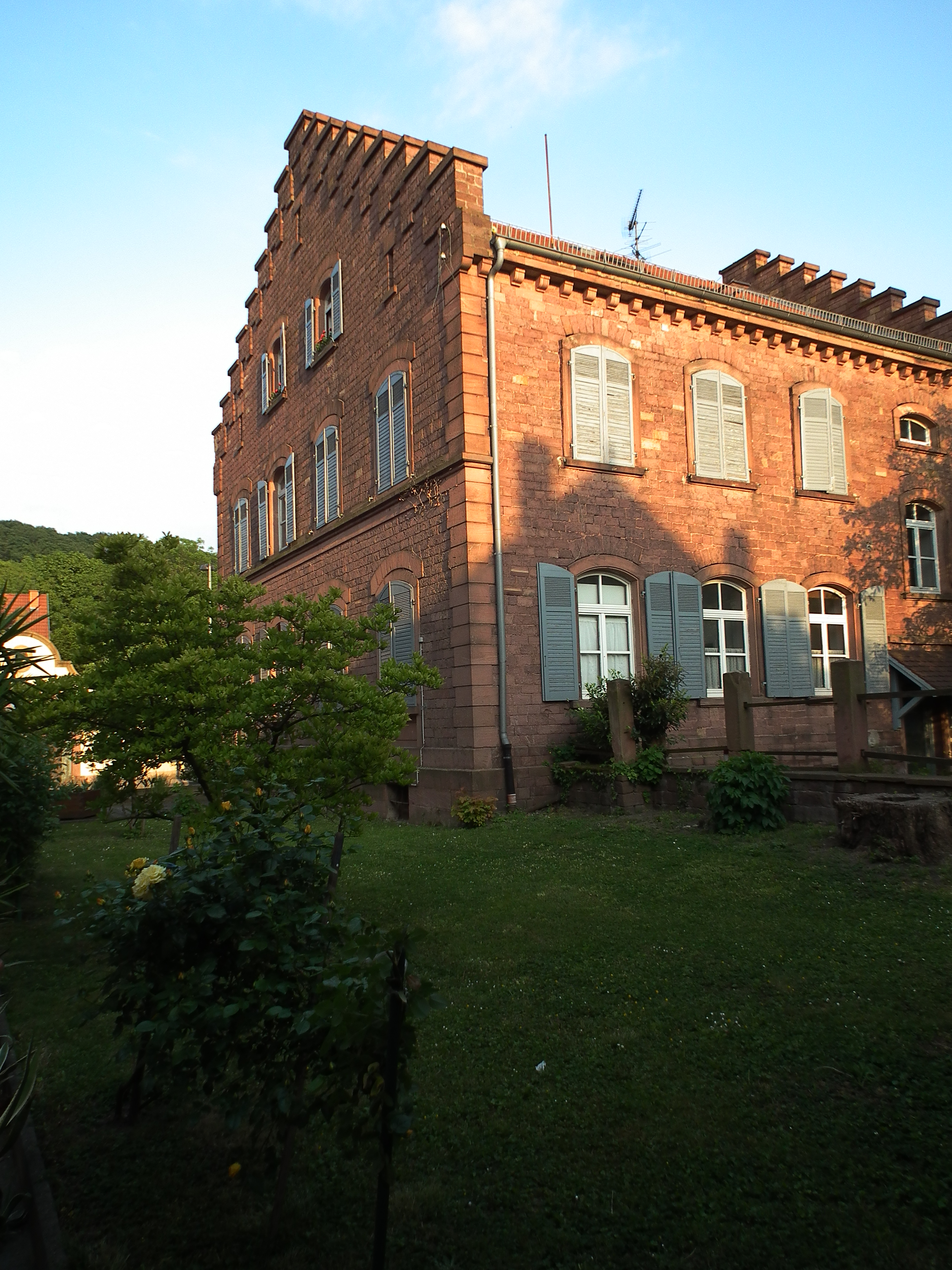
Antigua Casa De La Escuela
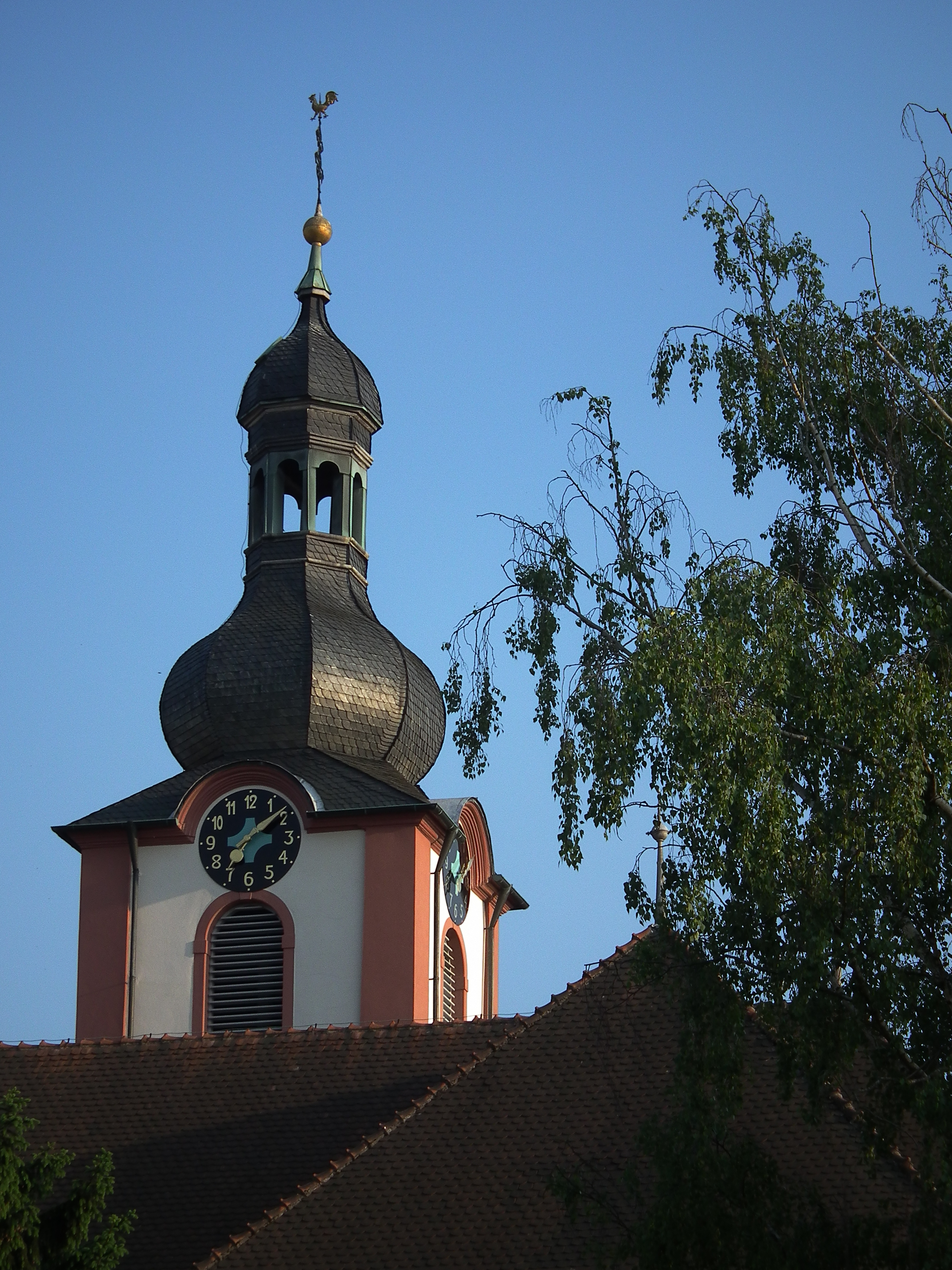
Católica Iglesia Parroquial De San Lorenzo

Nußloch se encuentra en la Bertha Benz Memorial Route.

### El deporte
La mayor Asociación Nußlochs es la SG Nußloch 1887 Nußloch e.V. , con seis Departamentos. Esto incluye las Secciones de Balonmano, Gimnasia, tenis de mesa, Atletismo, Natación y Judo.

## La economía y la Infraestructura

### Empresas
En Nußloch está el sede de Winter Holding GmbH & Co. KG a la cuala pertenecen varias marcas de moda como Betty Barclay. Se emplea alrededor 900 trabajadores en el mundo.
Leica Biosystems, parte de Leica Microsystems, emplea  alrededor de 320 Empleados en Nußloch. La Empresa presenta a los instrumentos de precisión.
En la ciudad colindante de Leimen hay una fábrica de cemento que recibe su materias de Nußloch por la Materialseilbahn. 

### Tráfico
Nußloch está cerca de la Bundesstraße 3(Buxtehude–Weil am Rhein). En los municipios colindantes en el sur se puede encontrar la Bundesautobahn 5 y en el oeste la Bundesautobahn 6.